# Caressa Savage
Pour les articles homonymes, voir Savage.
Caressa Savage, née le 14 juillet 1966 à Fort Lauderdale en Floride, est une actrice pornographique américaine.

## Biographie
Elle tournait principalement des scènes lesbiennes.
L'actrice pornographique américaine Angie Savage porte le même nom.

## Distinctions
Récompenses
- 1997 AVN Award winner  Best All-Girl Sex Scene, Video  Buttslammers the 13th (avec Missy & Misty Rain)
- 1999 AVN Award winner  Best All-Girl Sex Scene, Video  Buttslammers 16 (avec Roxanne Hall & Charlie)

## Filmographie sélective
- 1995 : Savage Liaisons
- 1995 : Juicy Cheerleaders
- 1995 : Pussyman 9
- 1995 : The Violation of Felecia
- 1996 : The Violation of Paisley Hunter
- 1996 : The Violation of Missy
- 1996 : No Man's Land 14
- 1996 : Best of Buttslammers 11
- 1996 : Best of Buttslammers 12
- 1996 : Best of Buttslammers 13
- 1997 : Best of Buttslammers 15
- 1997 : Best of Buttslammers 16
- 1997 : The Violation of Shay Sweet
- 1997 : The Violation of Brianna Lee
- 1997 : Taboo 17
- 1997 : No Man's Land 16
- 1998 : No Man's Land 23
- 1998 : Brown Sugah Babes 2
- 1999 : Girl Thing 3
- 1999 : Deep Inside Kylie Ireland
- 2000 : Overtime: Anal Antics
- 2001 : Divine Ms. Zee
- 2003 : I Love Lesbians 14
- 2005 : Les' Be Friends
- 2006 : Lesbian MILTF 1